# Cryptoblepharus caudatus
Cryptoblepharus caudatus är en ödleart som beskrevs av  Richard Sternfeld 1918. Cryptoblepharus caudatus ingår i släktet Cryptoblepharus och familjen skinkar. Inga underarter finns listade i Catalogue of Life.